# 御文
御文（おふみ）は、浄土真宗本願寺八世蓮如が、その布教手段として全国の門徒へ消息として発信した仮名書きによる法語。本願寺派では「御文章（ごぶんしょう）」といい、大谷派では「御文」、興正派では「御勧章（ごかんしょう）」という。なお、本願寺が東西に分裂する以前は、「御文」と呼ばれていた。
蓮如の孫である圓如が、二百数十通の中から80通を選び五帖に編集した物を『五帖御文（ごじょう おふみ）』という。そのうち1帖目から4帖目には日付があるものを年代順にならべてあり、5帖目には日付が不明なものをまとめてある。そのため、4帖目の最後、第15通「大坂建立」は、蓮如の真筆では最後の御文。遺言ともいわれる。
その他に、『夏御文（げのおふみ）』、『御俗姓御文（ごぞくしょうおふみ）』がある。『帖外御文（じょうがい おふみ）』は、『五帖御文』から漏れたもの（『夏御文』『御俗姓御文』を除く）を総称する。